# Паньшина
Паньшина — деревня в Знаменском районе Орловской области. Входит в состав Коптевского сельского поселения.

## Население
| 2010 |
| ---- |
| 25   |

## География
Протекает руч. Грязный.
Уличная сеть
Заречная ул.

## История
Деревня Паншина упоминается в 1678 году в составе Севского разряда в Карачевском уезде среди поместий Рословского стана.